# تاريخ الجنسية الإيطالية
تناقش هذه المقالة الجنسية الإيطالية منذ توحيد إيطاليا في القرن التاسع عشر إلى الوقت الحالي. وتهتم هذه المقالة كذلك بالحقوق المدنية، السياسية والمجتمعية وأيضًا الواجبات المفروضة على حاملى الجنسية الإيطالية وتغير تلك الحقوق والواجبات مع الزمن خلال القرنين الماضيين.

## الهوية القومية لإيطاليا قبل 1861م
إيطاليا، ومنذ القرون الوسطى، كانت مقسمة إلى خمسة ولايات سيادية. وتنقسم تلك الولايات إلى مدن وولايات مصغرة لها درجات متوسطة من الحكم الذاتي. في بدايات القرن التاسع عشر سقطت معظم الولايات الإيطالية للحكم الفرنسي بعد الحروب النابولونية. كانت لفترة الحكم الفرنسي على شبه الجزيرة الإيطالية بالغ الأثر، فخلال تلك ال 14-عامًا تبلورت فكرة الاعتراف بالذات والهوية الإيطالية. سعت السلطات الفرنسية في تلك الحقبة لكبح أي أفكار ثورية تدعوا للوحدة الإيطالية. يذكر أن أحد هؤلاء الثوريين في ذاك الوقت هو جوزيبي مازيني مؤسس حركة التوحيد الإيطالي وقائد الجهود الإيطالية الساعية للوحدة.
مفهوم «الجنسية» خلال فترة التوحيد.
أحد أهم الشخصيات في الاستقلال والتوحيد الأولي لإيطاليا هو الكونت كاميلو بنسو كافور، أول رئيس وزراء لإيطاليا الموحدة. أراد كافور أن يخلق دولة عصرية وعلمانية دون استخدام الثورات الشعبية لما تجلبه من فوضى وعدم اتزان.
رسى قرار كافور على الحد من المشاركة الشعبية في حركة التوحيد، والاقتصار على السعي لرضى القوى الخارجية الكبرى على مشروع الوحدة. سعى كافور أيضًا لتقييد حقوق التصويت في الدولة الجديدة للأثرياء وأصحاب المناصب العليا فقط، اعتقادًا منه بأن هذا الإطار سيكون أكثر عمليةً للتحكم في الجنسية الإيطالية والسياسة فيما يمكن وصفه باستراتيجيتة «التخطيط من أعلى لأسفل.»